# Lytham St Annes
Lytham St Annes este un oraș și o stațiune litorală în comitatul Lancashire, regiunea North West, Anglia. Orașul se află în districtul Fylde a cărui reședință este. Orașul este o conurbație formată în urma unirii orașelor Lytham și St-Annes-on-Sea.

## Personalități născute aici
- Chris Davies (n. 1954), om politic, europarlamentar.